# 523 (číslo)
Pět set dvacet tři je přirozené číslo. Následuje po čísle pět set dvacet dva a předchází číslu pět set dvacet čtyři. Římskými číslicemi se zapisuje DXXIII a řeckými číslicemi φκγ.

## Matematika
523 je:
- Deficientní číslo
- Prvočíslo
- Nešťastné číslo

## Astronomie
- (523) Ada je planetka hlavního pásu, kterou v roce 1904 objevil Raymond Smith Dugan

## Roky
- 523
- 523 př. n. l.